# Transports dans l'Ain
Les transports dans le département français de l'Ain sont caractérisés par plusieurs dynamiques fortement contrastées. En premier lieu, les extrémités sud-ouest et nord-est du département sont soumis à la forte attraction des agglomérations lyonnaise et genevoise respectivement, vers lesquelles sont orientées leurs infrastructures routières et une large part de leur offre de transport en commun. En second lieu, le département se situe sur certains des principaux axes reliant la France à la Suisse et à l'Italie, ainsi que la vallée du Rhône à la vallée du Rhin, et le département bénéficie pour cette raison d'importants réseaux ferroviaire (ligne de Lyon-Perrache à Genève (frontière), ligne de Mâcon à Ambérieu, ligne du Haut-Bugey...) et autoroutier (autoroutes A40, A39, A42...). Néanmoins, certains territoires, notamment en moyenne montagne, souffrent à l'inverse d'un certain isolement en l'absence de liaison ferroviaire ou routière performante.

## Transport routier

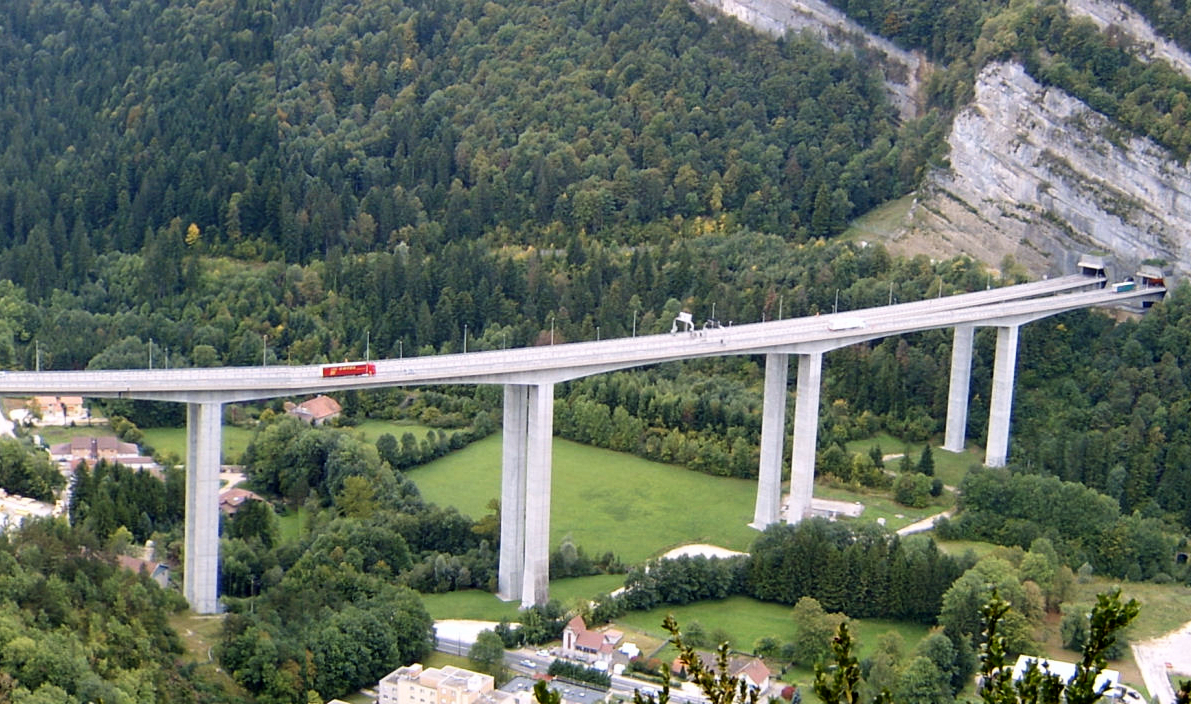
Le viaduc de Nantua et l'entrée du tunnel de Chamoise, sur l'autoroute A40.

### Infrastructures routières
Le principal axe autoroutier de l'Ain est l'autoroute A40, qui, se séparant de l'autoroute A6 près de Mâcon, dessert la préfecture Bourg-en-Bresse puis se dirige vers Genève et le tunnel du Mont-Blanc. Cette autoroute, qui constitue ainsi la principale liaison entre le bassin parisien et l'Italie, compte plusieurs ouvrages d'art de grandes dimensions dans le Haut-Bugey. L'agglomération d'Oyonnax est desservie par une antenne nommée autoroute A404.
L'A40 est reliée à l'agglomération lyonnaise par l'autoroute A42 ; celle-ci permet à la fois les flux Lyon - Genève et les flux Lyon - Strasbourg, grâce à l'autoroute A39 qui la prolonge au nord de Bourg-en-Bresse après un tronc commun d'une vingtaine de kilomètres avec l'A40.
L'aire urbaine de Lyon s'étendant sur une partie du sud-ouest du département, l'Ain accueille également des tronçons des autoroutes A46 et A432, qui assurent le contournement de l'agglomération tout en desservant sa périphérie.

### Transport collectif de voyageurs
L'Ain est desservi par le réseau régional de transport routier Cars Région, dont le réseau de l'Ain compte une trentaine de lignes régulières.

## Transport ferroviaire

### Historique

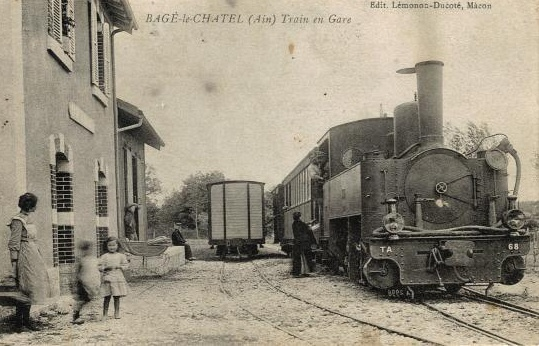
Un convoi de la Régie départementale des tramways de l'Ain en gare de Bâgé-le-Châtel au début du XXe siècle.

Le chemin de fer est apparu dans l'Ain en 1856-1858, avec l'ouverture en quelques mois de la ligne de Lyon-Perrache à Genève (frontière) et de la ligne de Mâcon à Ambérieu. Le réseau d’intérêt général a principalement été développé dans le département par la Compagnie des chemins de fer de Paris à Lyon et à la Méditerranée (PLM). À la fin du XIXe siècle, le chemin de fer d’intérêt général atteignait la plupart des villes et bourgs du département, dont Ambérieu-en-Bugey, Bellegarde-sur-Valserine, Belley, Bourg-en-Bresse, Ceyzériat, Culoz, Divonne-les-Bains, Gex, Lagnieu, Meximieux, Montluel, Montréal-la-Cluse, Montrevel-en-Bresse, Nantua, Oyonnax, Polliat, Pont-d'Ain, Pont-de-Veyle, Saint-André-de-Corcy, Seyssel, Villars-les-Dombes et Vonnas.
L'Ain a également été desservie à partir de 1879 par des chemins de fer d’intérêt local, qui formeront à leur apogée au début des années 1930 l'un des plus denses réseaux de France (près de 500 km). Initialement concédés à de multiples compagnies différentes et constitués de lignes éparses ne formant pas un réseau cohérent, les chemins de fer d'intérêt local de l'Ain seront presque entièrement repris en 1919-1920 par la Régie Départementale des Tramways de l'Ain (seul le tramway de Bellegarde à Chézery ne sera jamais intégré à cette régie). Ces chemins de fer d'intérêt local permettaient notamment d'atteindre Bâgé-la-Ville, Cerdon, Chalamont, Châtillon-sur-Chalaronne, Ferney-Voltaire, Hauteville-Lompnes, Pont-de-Vaux et Saint-Didier-sur-Chalaronne, et de les relier au réseau d'intérêt général. La plupart de ces lignes fermèrent à la fin des années 1930, les dernières cessant leur service au début des années 1950.
Les principales lignes d'intérêt général du département sont électrifiées dans les années 1950, tandis que certaines lignes secondaires sont fermées. En 1981, le TGV relie Paris à Genève et aux Alpes en desservant notamment Bourg-en-Bresse. La réouverture en 2010 de la ligne du Haut-Bugey permet d'accélérer les liaisons Paris-Genève tout en améliorant la desserte du nord-est du département.
|                                             |
| Le réseau ferroviaire à son apogée en 1930. |

|                                     |
| Le réseau ferroviaire de nos jours. |

|                                                    |
| Carte animée de l’évolution du réseau ferroviaire. |

### Situation actuelle

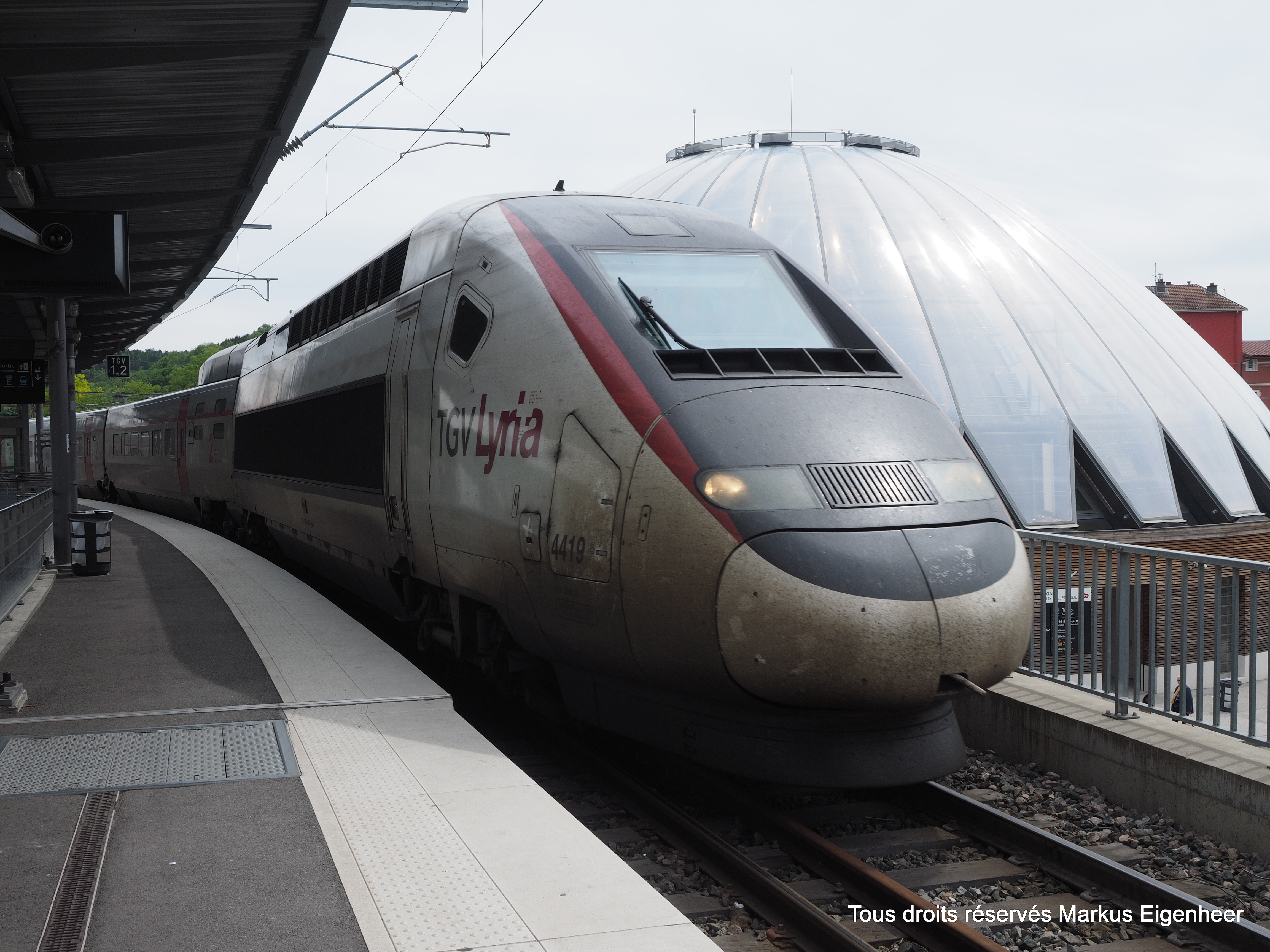
Un TGV Lyria dessert la gare de Bellegarde en 2015.

Les principales gares de voyageurs sont celles de Bourg-en-Bresse, Bellegarde-sur-Valserine et Ambérieu-en-Bugey, avec une fréquentation annuelle entre 1,2 et 1,8 million de voyageurs en 2019.
Les principaux axes ferroviaires du département, à double voie électrifiée, sont la ligne de Lyon-Perrache à Genève (frontière) et la ligne de Mâcon à Ambérieu, parcourues par un important trafic mixte de TER Auvergne-Rhône-Alpes, TGV inOui, TGV Lyria et trains de fret principalement. La première accueille également les trains du Léman Express à partir de Bellegarde, et la seconde est alimentée pour les TGV par un raccordement de la LGV Sud-Est, près de Pont-de-Veyle. La ligne de Mouchard à Bourg-en-Bresse, également à double voie électrifiée, permet l'accès à la Bourgogne et à la Franche-Comté.
Trois lignes plus secondaires complètent le tableau : la ligne de Bourg-en-Bresse à Bellegarde (ligne du Haut-Bugey) et son embranchement, la ligne d'Andelot-en-Montagne à La Cluse, à voie unique, permettent notamment la desserte du bassin d'Oyonnax. La ligne de Lyon-Saint-Clair à Bourg-en-Bresse constitue un lien plus direct mais moins bien équipé que l'itinéraire par Ambérieu entre la préfecture de l'Ain et la métropole lyonnaise.

## Transport fluvial
La Saône (qui marque la limite occidentale du département) forme avec le Rhône en aval de Lyon l'un des principaux axes du transport fluvial en France, canalisé à grand gabarit (classe V CEMT). En revanche, le Rhône n'est pas navigable en amont de Lyon.

## Transport aérien
Le département ne possède aucun aéroport, mais il bénéficie de la proximité des aéroports internationaux de Lyon-Saint-Exupéry et Genève-Cointrin.
Les aérodromes d'Ambérieu, Bellegarde - Vouvray, Belley - Peyrieu, Bourg - Ceyzériat, Oyonnax - Arbent et Pérouges - Meximieux, ainsi que l'altiport de Corlier, sont dédiés à l'aviation légère de loisirs et de tourisme (ainsi que l'aviation militaire pour le premier).

## Transports en commun urbains et périurbains

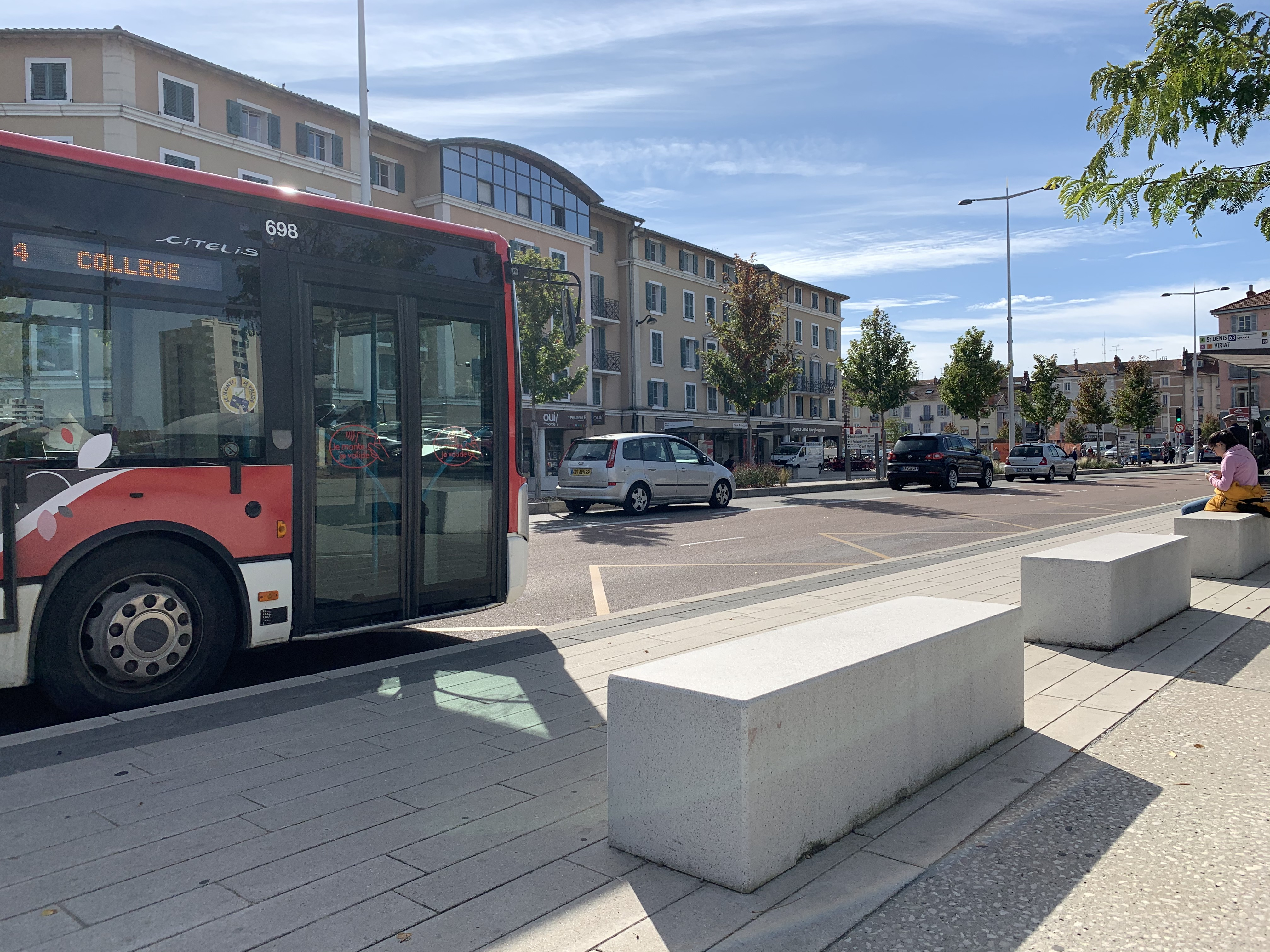
Un autobus Irisbus Citelis du réseau Rubis au Carré Amiot à Bourg-en-Bresse en 2019.

La communauté d'agglomération du Bassin de Bourg-en-Bresse, Pays de Gex Agglo, Haut-Bugey Agglomération, la communauté de communes de Miribel et du Plateau, la communauté de communes Dombes Saône Vallée, la communauté de communes de la Côtière à Montluel, les communes d'Ambérieu-en-Bugey et Valserhône, et SYTRAL Mobilités (pour la commune de Jassans-Riottier) sont autorités organisatrices de la mobilité sur leur territoire et organisent des services de transport dans leur ressort territorial.
Le réseau Rubis (Bourg-en-Bresse) compte sept lignes régulières urbaines et deux lignes périurbaines, mais la plupart des communes de cette vaste communauté d'agglomération sont seulement desservies par du transport à la demande. Similaire, le réseau Duobus (Oyonnax) compte cinq lignes régulières et du transport à la demande.
Les réseaux TAM (Ambérieu-en-Bugey) et Mobi'vals (Valserhône) ont une extension géographique beaucoup plus limitée (une seule commune), mais n'en comptent pas moins quelques lignes régulières et du transport à la demande.
Dans la périphérie lyonnaise, les réseaux Saônibus (Trévoux), Colibri (Miribel) et Solutions Transport 3CM (Montluel) sont principalement conçus comme des moyens de rabattement vers les transports lourds de l'agglomération lyonnaise (SNCF et TCL) ; ils conjuguent eux aussi lignes régulières et transport à la demande.
Enfin, le pays de Gex est dans une situation originale en France, dans la mesure où la communauté d'agglomération s'est associée au canton de Genève et à d'autres collectivités dans le cadre d'un groupement local de coopération transfrontalière ; son territoire est ainsi desservi par le réseau des
Transports publics genevois (TPG), et plus marginalement par ALSA Bustours Gex (ABG).

## Modes actifs
Le département est traversé par plusieurs voies vertes, véloroutes et sentiers de grande randonnée.